# Lövsjön (Lidens socken, Medelpad)
Lövsjön är en sjö i Sundsvalls kommun i Medelpad och ingår i Indalsälvens huvudavrinningsområde. Sjön har en area på 0,318 kvadratkilometer och ligger 378,3 meter över havet. Sjön avvattnas av vattendraget Ådalsån.

## Delavrinningsområde
Lövsjön ingår i det delavrinningsområde (696026-156838) som SMHI kallar för Vid Q i Län punkt. Medelhöjden är 342 meter över havet och ytan är 49,96 kvadratkilometer. Det finns inga avrinningsområden uppströms utan avrinningsområdet är högsta punkten. Ådalsån som avvattnar avrinningsområdet har biflödesordning 3, vilket innebär att vattnet flödar genom totalt 3 vattendrag innan det når havet efter 49 kilometer. Avrinningsområdet består mestadels av skog (78 procent) och sankmarker (18 procent). Avrinningsområdet har 0,32 kvadratkilometer vattenytor vilket ger det en sjöprocent på 0,6 procent.